# Griechische Rhodopen

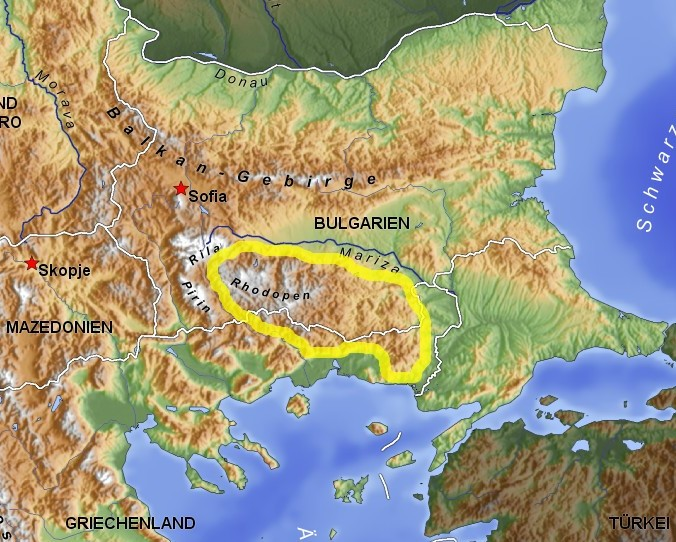
Das gesamte Bergmassiv in Bulgarien und Griechenland

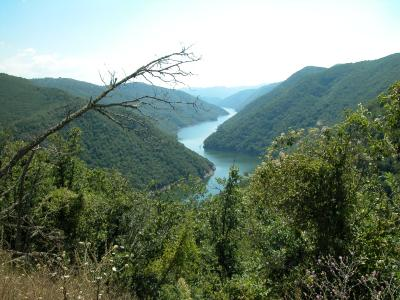
Nestos (Fluss) in den Griechischen Rhodopen

Die Griechischen Rhodopen (griechisch Ελληνική Ροδόπη (f. sg.)) sind ein Teil des Gebirges der Rhodopen im Norden und Nordosten des griechischen Festlandes. Sie werden auch als Südrhodopen bezeichnet. Im geologischen Sprachgebrauch wird damit die geologische Struktur westlich des Flusses Mariza (Evros) und östlich des Flusses Nestos sowie der griechisch-bulgarischen Grenze bezeichnet. Sie umfasst auch die Insel Thasos.

## Geographie
Die griechischen Rhodopen beginnen östlich des Flusses Nestos (Mesta) und erstrecken sich nach Osten hin bis zur Ebene des Flusses Evros. Nach Süden werden sie durch die Küstenlinie der griechischen Verwaltungsregion Ostmakedonien und Thrakien begrenzt, nach Norden sind sie durch die Grenze zwischen Griechenland und Bulgarien als griechische Rhodopen abzugrenzen. Das Rhodopengebirge erstreckt sich über die griechisch-bulgarische Grenze, welche größtenteils auf den Gipfelzügen des Gebirges verläuft, weiter nach Norden in das bulgarische Territorium. Die Erhebungen auf der Insel Thasos gehören trotz der Unterbrechung des Gebirges durch das Meeresgebiet des Golf von Kavala geologisch zu den griechischen Rhodopen.
Die griechischen Rhodopen umfassen mehrere, abgrenzbare Gebirgszüge. Im Westen an der Ostbegrenzung des Strymonas-Tals finden sich von Norden nach Süden die Gebirgszüge des Orvilos (2212 m Höhe), Vrondous (1849 m Höhe), Menikio (1963 m Höhe), Pangeo (1956 m Höhe) und Symvolon (694 m Höhe). Die südlichen Ausläufer des Menikio trennen dabei die Ebene von Drama mit dem Oberlauf des Flusses Angitis von der Ebene des Strymonas im Westen ab. Nach Süden begrenzt das Pangeo-Massiv die Ebene von Drama. Deren südöstliche Abgrenzung zur Küste des Golf von Kavala des Ägäischen Meeres erfolgt über einen schmalen und kleinen Gebirgszug unmittelbar nördlich der Stadt Kavala. Dieser kleine Gebirgszug verbindet das Pangeo-Massiv im Westen mit dem Massiv der Lekanis (1300 m Höhe) im Osten. Die Lekanis stellt die südöstliche Begrenzung der Ebene von Drama und die südwestliche Begrenzung des südlichen Flusstals des Nestos (Mesta) dar. Nach Nordwesten hin ausgerichtet folgen auf die Lekanis die Höhenzüge des Falakro (2231 m Höhe), nördlich der Stadt Drama.
Östlich und nördlich des Flusses Nestos mit seinem schmalen Tal beginnen die im griechischen Sprachgebrauch als West-Rhodopen bezeichneten Gebirgszüge des Rhodopen-Gebirges. In diesem Gebirgsteil liegen zwei Schutzgebiete, welche naturbelassenen von menschlichen Eingriffen unberührten Wald unter besonderen Schutz stellen (Parthenio Dasos, Dasos Fraktou). Nördlich des Parthenio Dasos entspringt der Fluss Arda auf bulgarischem Gebiet in unmittelbarer Nähe der griechischen Grenze. Der Wasserabfluss der Südflanke wird über den Nestos und seinen Nebenfluss Arkoudorema realisiert. Eine der höchsten Erhebungen in diesem Gebirgsabschnitt ist die Koula (1827 m) Höhe. Die westlichen Rhodopen werden auf griechischer Seite vom Fluss Kompsatos nach Osten hin begrenzt.
An den Fluss Kompsatos nach Osten hin anschließend finden sich die Gebirgszüge der östlichen Rhodopen. Diese erstrecken sich bis an die westliche Begrenzung des Flusstals des Evros. Nach Süden hin grenzen sie an die Ebene von Komotini bzw. die Ebene des Vistonida-Sees. Zwischen Komotini und Alexandroupoli erreichen südliche Ausläufer des Gebirges die Küste der Ägäis am thrakischen Golf. Bedeutende Höhen dieses Gebirgsabschnitts sind der Papikio (1510 m) und der Virsinis (1267 m).
Hinsichtlich der Verwaltungsgliederung liegen die griechischen Rhodopen fast ausschließlich in der Verwaltungsregion Ostmakedonien und Thrakien mit den Regionalbezirken Kavala, Drama, Xanthi, Rodopi und Evros. Lediglich kleine Anteile im Westen liegen noch auf dem Gebiet der Verwaltungsregion Zentralmakedonien mit dem Regionalbezirk Serres.

## Geologie

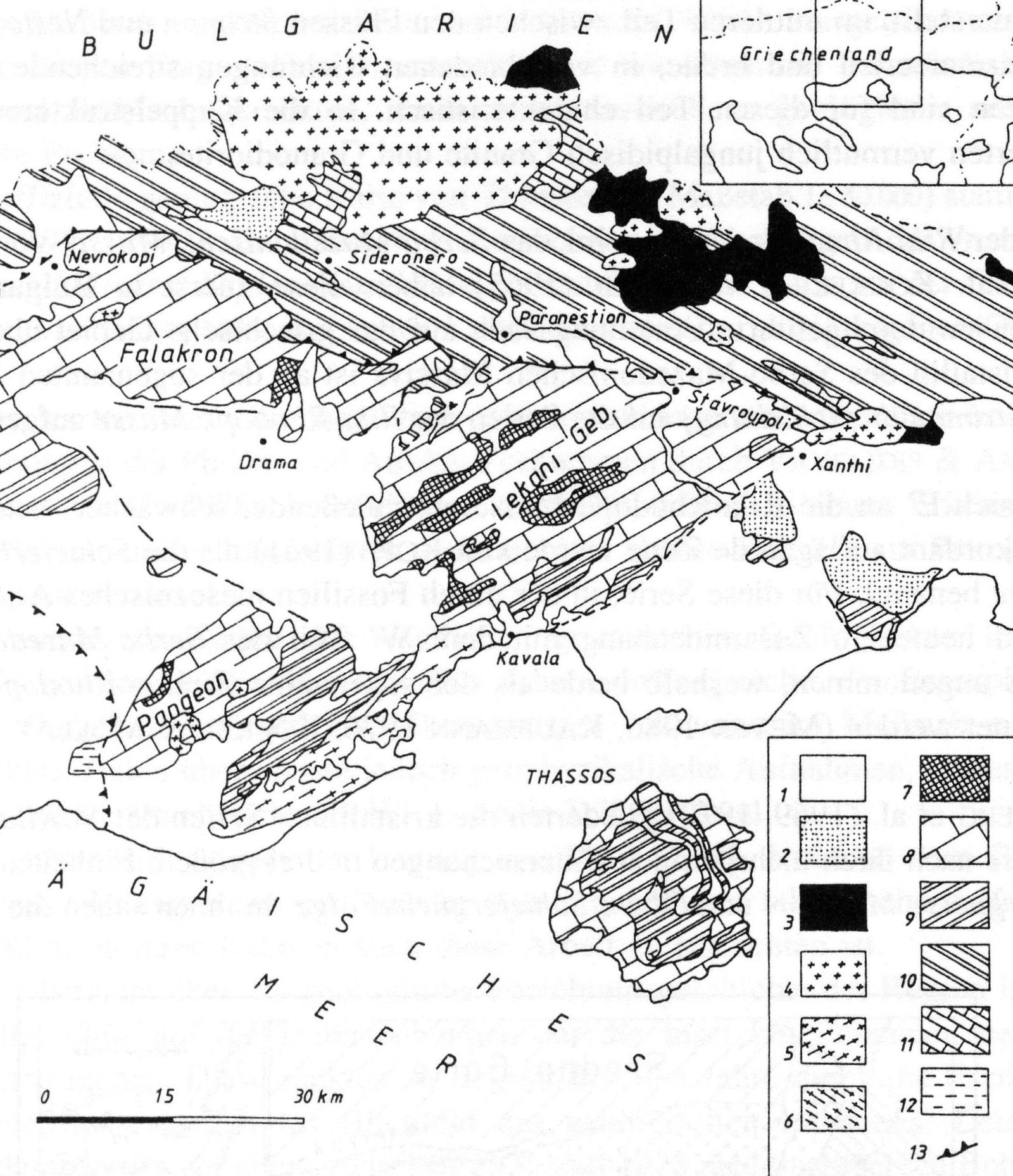
Vereinfachte geologische Karte des griechischen Anteils an der Südlichen Rila-Rhodope Masse (nach Papanikolaou & Panagopoulos, 1981; Signaturen zum Teil von A. Peterek verändert)
1 Neogen und Quartär; 2 paläogene Molasse; 3 paläogene saure Vulkanite; 4 Granite; 5 jungalpidisch deformierte Granite der Unteren Tektonischen Einheit; 6 jungalpidisch deformierte Granite der Oberen Tektonischen Einheit; 7 Chlorit-Glimmerschiefer; 8 Marmor; 9 Gneise, Amphibolite, Glimmerschiefer; 10 Augengneise, Amphibolite, Migmatite; 11 Marmore, eingeschaltet in Nr. 10; 12 Gneise des Serbomazedonischen Massivs; 13 Komplexe Überschiebungszone; Einheiten 5, 7, 8, 9 = Untere Tektonische Einheit; Einheiten 6, 10, 11 = Obere Tektonische Einheit (südlich der Überschiebungszone Nevrokopi-Xanthi).

Geologisch werden die griechischen Rhodopen nach Westen hin durch das serbomazedonische Massiv, welches sich von Serbien über Mazedonien bis in die Ägäis unter Einschluss der östlichen Teile der Chalkidiki einschließlich der Halbinsel Athos und der Insel Thasos zieht, begrenzt. Richtung Osten werden sie von der Thrakienebene (auch Marizaebene genannt) begrenzt.
Die griechischen Rhodopen werden geologisch auch als kristalline Rhodopen-Serie bezeichnet. Diese ist aufgebaut aus einer liegenden Schiefergneis-Abfolge, einer mittleren Marmor- und einer hangenden Schiefergneis-Folge. Es handelt sich um ein bis zu 12.000 m mächtiges Kristallin sedimentären Ursprungs, aufgebaut aus einer Wechsellagerung von präkambrischen (?) / paläozoischen Sedimenten, wie Tonen, sandigen Tonen, Kalkmergel und mächtigen Riffkalken. Die Regional-Metamorphose dieser sedimentären Ablagerungen erfolgte in der frühen Alpidischen Orogenese, im Zuge einer intensiven Tektonik und eines regen Plutonismus. Radiometrische Altersbestimmungen ergaben für die Granodiorite und damit für die Orogenese des Massivs ein Alter zwischen 45 und 23 Millionen Jahren. Eine ältere, präpaläozoische Orogenese liegt vermutlich im nördlichen Kern des Rhodope-Kristallins vor. Bei einem radiometrischen Alter von etwa 300 Millionen Jahren wird sie der Variszischen Gebirgsbildung zugeordnet.
Die Ursachen der Alpidischen Gebirgsbildung in Nordgriechenland im mittleren bis späten Eozän liegen in den Helladischen Plattenbewegungen infolge der Kollision der eurasischen und afrikanischen Platten. Als eine der größeren Bewegungen findet Ende Eozän / Anfang Oligozän unter anderem die Aufschiebung des Serbomazedonischen Massivs von Westen her auf die Pangeon-Einheit des südlichen Rhodope-Massivs, aber auch größere Überschiebungen und Verschiebungen innerhalb der Rhodope statt. Hier ist vor allem die Überschiebung der Sideronero-Einheit von Osten her auf die Pangeon-Einheit zu nennen. Dabei werden die wichtigsten bruchtektonischen Störungen und die späteren ausgedehnten und tiefen neogenen Becken angelegt. Etwa Ende Oligozän erfolgt die verstärkte regionale Heraushebung des Rhodope-Massivs.
Zu der stark ausgeprägten Überschiebungstektonik und einer überprägenden jüngeren Bruchtektonik kommt eine starke Faltungstektonik. Im Großteil des Gebietes liegen von Nordwest nach Südost streichende, lang aushaltende, flache und weitgespannte Sättel und Mulden vor, denen zahlreiche kleinere parallel laufen. Die jüngere, der Faltung während des Tertiärs und Quartärs folgende postkristalline Bruchtektonik zeigt sich vorwiegend in vertikalen Bewegungen großer Schollen, die wahrscheinlich beim Aufsteigen der Gebirge und bei den Beckeneinbrüchen, bereichsweise über mehrere Bruchstufen, entstanden sein dürften und dementsprechende große Abtragungen zur Folge hatten, die die entstandenen Becken füllten.

### Insel Thasos

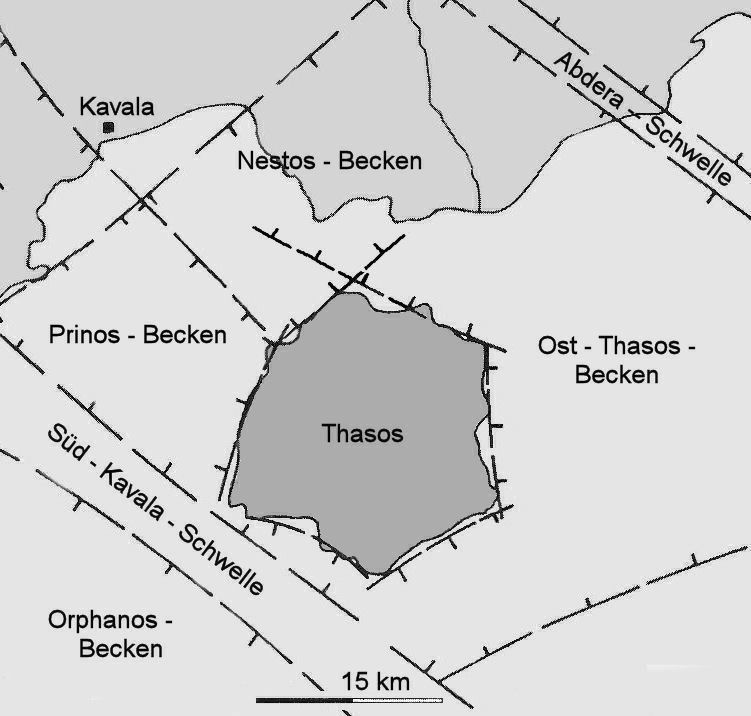
Thasos-Horst und die umgebenden Bruchbecken

Die Insel Thasos stellt den südlichsten, aus der Ägäis aufragenden Teil des Rila-Rhodope-Massivs dar. Sie ist rings umgeben von gewaltigen, steilen Störungen und mehrere tausend Meter tief reichenden kristallinen Becken: Das bedeutendste, nordwestlich der Insel gelegene Nestos-Prinos-Becken, das westlich und südwestlich gelegene West-Thasos-Apollonia-Becken oder Orphanos-Becken mit Fortsetzung zum Strymon-Becken, sowie das östlich der Insel gelegene Ost-Thasos-Becken mit Übergang zum Komotini-Becken. Aus diesen randlichen Becken ragt der kristalline Inselkörper horstförmig aus 4000 bis 6000 m Tiefe an die Oberfläche der Ägäis und weitere über 1200 m bis zu den Gipfeln des Ypsarion-Massivs. Die im Neogen mit mächtigen Sedimentfolgen bis auf eine Meerestiefe von 50 m gefüllten Becken beinhalten die seit 1981 in Förderung stehenden sowie weitere noch nicht aufgeschlossene Erdöl- und Erdgas-Lagerstätten.